# 红狮广场
51°31′8″N 0°7′8″W / 51.51889°N 0.11889°W

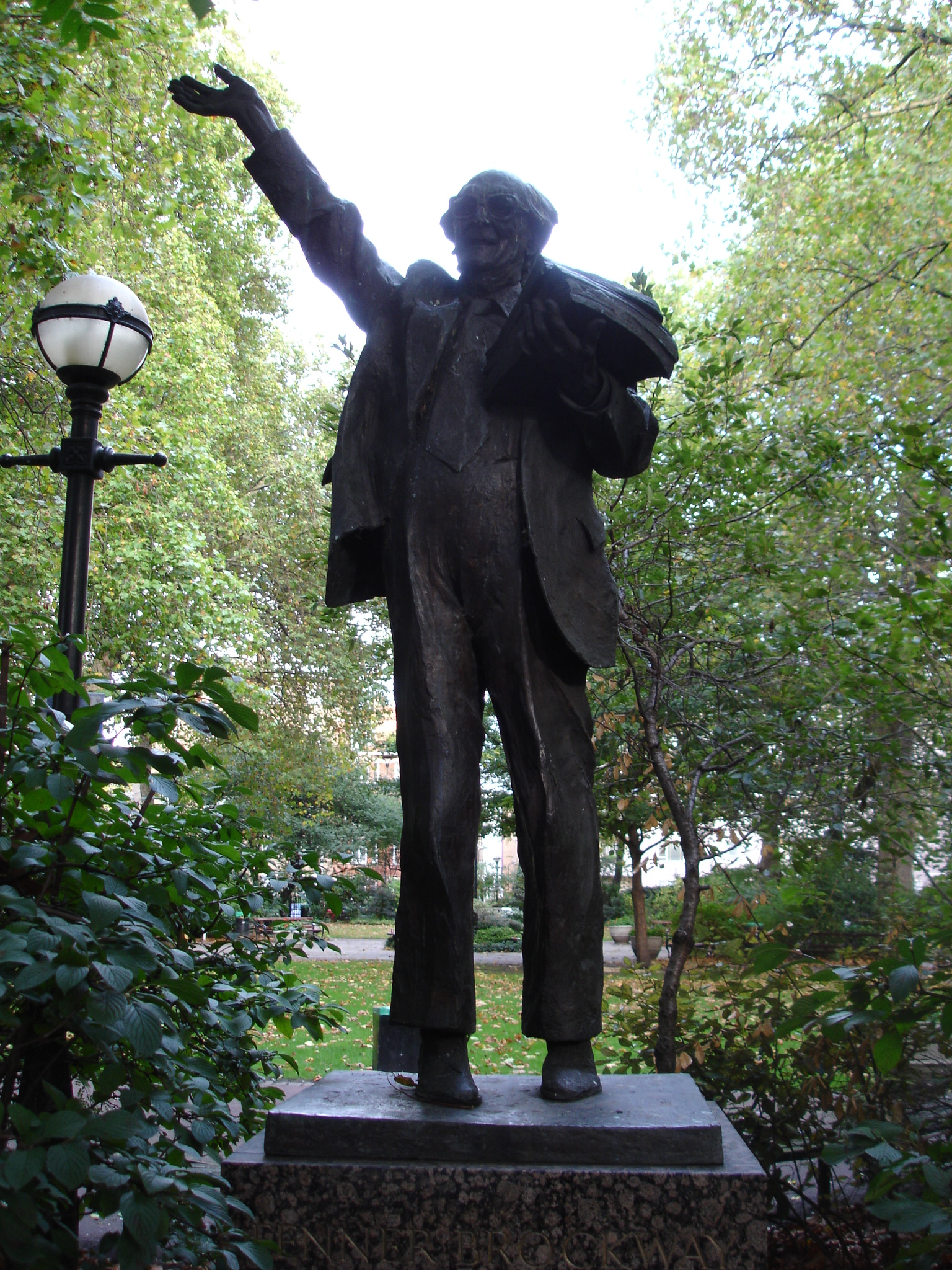

红狮广场（Red Lion Square）是英國伦敦的一个小型广场，位于布卢姆斯伯里与霍本边界。广场由尼古拉斯·巴尔伯恩开辟于1684年，得名于红狮客栈。 一些文献记载，三个弑君者的尸体- 克伦威尔、约翰·布拉德肖和亨利·艾尔顿曾放置在该广场。
到1720年，此处成为伦敦的时尚部分：杰出的法官伯纳德·黑尔是红狮广场的居民。到19世纪60年代，这里已经不再时尚：作家安东尼·特洛勒普在他的小说《厄尔莱伊农场》中幽默地宽慰他的读者：他的一位人物完全可敬，虽然住在红狮广场。
花园的中心是芬纳·布罗克韦雕像（伊恩·沃尔特斯作），立于1986年。还有伯特兰·罗素纪念半身像 。1974年6月15日的英国国民阵线康威厅会议导致反法西斯团体的抗议。随后的混乱和警察行动造成华威大学学生凯文·盖特利死亡。
今天，该广场是皇家麻醉师学院和急救医学学院的所在地。威廉·莫里斯创办的马歇尔福克纳公司的第一个总部设在红狮广场8号。最近的地铁站是霍本站。